# Gouinia barbata
Gouinia barbata là một loài thực vật có hoa trong họ Hòa thảo. Loài này được (Hack.) Swallen mô tả khoa học đầu tiên năm 1935.